# Czechoslovakian International 1986
Die Czechoslovakian International 1986 im Badminton fanden vom 4. bis zum 5. Oktober 1986 in Prag statt. Der Austragungsort war die Sporthalle TJ Spoje Praha.

## Sieger und Platzierte
| Disziplin    | Gold                           | Silber                           | Bronze                                    |
| ------------ | ------------------------------ | -------------------------------- | ----------------------------------------- |
| Herreneinzel | Andrei Antropow                | Patrik Andreasson                | Tariq Farooq                              |
| Herreneinzel | Andrei Antropow                | Patrik Andreasson                | Michal Malý                               |
| Dameneinzel  | Catharina Andersson            | Monika Cassens                   | Jaroslava Balcarová                       |
| Dameneinzel  | Catharina Andersson            | Monika Cassens                   | Petra Michalowsky                         |
| Herrendoppel | Michal Malý Karel Lakomý       | Thomas Mundt Kai Abraham         | Patrik Andreasson Mikael Nilsson          |
| Herrendoppel | Michal Malý Karel Lakomý       | Thomas Mundt Kai Abraham         | Erfried Michalowsky Frank-Thomas Seyfarth |
| Damendoppel  | Lilya Galjamova Elena Rybkina  | Monika Cassens Petra Michalowsky | Catharina Andersson Camilla Källstrand    |
| Damendoppel  | Lilya Galjamova Elena Rybkina  | Monika Cassens Petra Michalowsky | Jaroslava Balcarová Ludmila Šimáková      |
| Mixed        | Andrei Antropow Jelena Rybkina | Michal Malý Dana Malá            | Thomas Mundt Monika Cassens               |
| Mixed        | Andrei Antropow Jelena Rybkina | Michal Malý Dana Malá            | Erfried Michalowsky Petra Michalowsky     |

## Finalresultate
| Disziplin    | Sieger                        | Finalist                         | Ergebnis           |
| ------------ | ----------------------------- | -------------------------------- | ------------------ |
| Herreneinzel | Andrei Antropow               | Patrik Andreasson                | 18–16, 15–6        |
| Dameneinzel  | Catharina Andersson           | Monika Cassens                   | 11–12, 11–3, 11–0  |
| Herrendoppel | Michal Malý Karel Lakomý      | Thomas Mundt Kai Abraham         | 8–15, 15–12, 18–17 |
| Damendoppel  | Lilya Galjamova Elena Rybkina | Monika Cassens Petra Michalowsky | 17–14, 11–15, 15–6 |
| Mixed        | Andrei Antropow Elena Rybkina | Michal Malý Dana Malá            | 15–8, 15–9         |